# Aladár Heppes
Aladár Heppes (20 novembre 1904 – Norwalk, 15 agosto 1988) è stato un militare e aviatore ungherese, asso dell'aviazione da caccia nel corso della seconda guerra mondiale abbattendo individualmente 8 aerei nemici e 4 in collaborazione.  Fu in questo periodo che disegnò la testa di puma ruggente, che ha ancora oggi utilizzata dalla Magyar Királyi Honvéd Légierő.

## Biografia
Nacque il 20 novembre 1904, figlio di Aladár sr. (1874-1915), cancelliere capo presso il tribunale della contea di Arad, e di Jozefa Hormuth.  Lui e suo fratello suo fratello maggiore, Miklós, furono mandati a frequentare una scuola militare come orfani di guerra, completando gli studi liceali con ottimi risultati e venendo ammesso alla Accademia Ludovika a Budapest. Il 20 agosto 1928 fu promosso sottotenente di artiglieria.
Nel 1928 si trasferì in servizio presso l'aeronautica militare, allora segreta, e nel 1929 completò l'addestramento di pilota.  Nel 1931 fu il primo ufficiale del 3 ° Sottogruppo da ricognizione aerea a Kaposvár, e in quel periodo si sposò ed ebbe due figli. 
Fu addestrato come pilota da caccia a Szombathely nel 1935, e poi trasferito in servizio presso una unità a Székesfehérvár e successivamente a Veszprém.  Questa unità era in realtà uno reparto da caccia equipaggiato con i Fiat CR.32.  Nel 1938 fu promosso capitano e assegnato alla squadriglia 1/3 e successivamente alla 2/2, e poi nominato comandante della squadriglia 5/I "Puma", dotata dei caccia Fiat C.R.42, destinata alla difesa aerea di Budapest nel settembre 1941.
Nel novembre 1942 i C.R.42 furono sostituiti da Reggiane Re.2000 Heja e i piloti ebbero appena il tempo di conoscere i nuovi aerei quando il reparto venne trasferito sul fronte orientale per le operazioni contro l'Unione Sovietica.  Il 15 dicembre, le squadriglie 5/1 (comandata da Heppes) et 5/2 (al comando del tenente Gyula Croat) arrivarono a Ilovskoye rimpiazzando la squadriglia 2/1 e lo stato maggiore del gruppo da caccia I/1 che ritornavano in Ungheria.  Qui i Re.2000 dimostrarono i loro limiti nelle dure condizioni invernali che misero fuori uso numerosi velivoli, tanto che dal 1 al 16 gennaio la squadriglia effettuò solo 20 sortite.  Alla metà di gennaio l'offensiva sovietica contro le truppe ungheresi le obbligò a ripiegare su Kharkov ma l'estremo freddo impedì di avviare i motori dei Re.2000 della squadriglia 1/I tanto che dovettero essere distrutti al suolo.  Fu in questo periodo che egli assunse il comando del gruppo da caccia 5/I.
Nell'aprile 1943 la squadriglia ricevette i caccia Messerschmitt Bf 109G-2 e lui disegnò per il reparto l'insegna della testa del puma rosso che diventò l'emblema ufficiale del gruppo da caccia, mentre lui stesso fu soprannominato il "vecchio puma". 
Le 30 maggio 1943, al comando di un gruppo di 8 Bf 109G2, assicurò la protezione di una formazione di Junkers Ju 88 e Heinkel He 111 tedeschi durante un attacco a una linea ferroviaria a Valuyki, 120 km dietro le linee nemiche.  Durante il volo di rientro i caccia ungheresi avvistarono una formazione di Yakovlev Yak-1 che decollavano dal campo d'aviazione di Kupyanske.  Ordinò ai suoi piloti di fornire protezione ai bombardieri e insieme al suo gregario, il tenente Liptak, si lanciò all'attacco abbattendo due caccia nemici.
Il 5 giugno, data dell'inizio della battaglia di Kursk, il 5/2 riportò 5 vittorie e il giorno dopo egli conseguì la sua terza vittoria personale.  In questo periodo i caccia ungheresi realizzarono numerose missioni di scorta o caccia libera nel settore di Kursk, con una media di 5 missioni giornaliere. Il 3 agosto, dopo un duro combattimento nel settore di Belgorod, il 5/2 reclamò 7 vittorie e dovette atterrare in un campo in attesa che un Fieseler Fi 156 Storch, dopo quasi 10 ore, atterrasse portando i rifornimenti. 
Nel settembre 1943 egli lasciò il fronte orientale per assumere il comando della Scuola caccia a Tapolca, incaricato della formazione di nuovi piloti urgentemente necessari per la difesa del territorio nazionale. Il 1 maggio 1944 fu nominato comandante del nuovo reparto 101/I "Pumas" a Veszprém costituito da 3 quadriglie di 12 caccia Bf 109G-6 subito impegnato contro l'US Army Air Force statunitense che stava attaccando in profondità il territorio dell'Ungheria al fine di costringere il governo a trattare l'uscita dal conflitto con gli Alleati.
A partire dal 24 maggio il suo reparto fu impegnato in combattimento contro l'aviazione statunitense, e il giorno 26 abbatté 2 bombardieri Consolidated B-24 Liberator.  Quattro giorno dopo il suo velivolo fu pesantemente danneggiato dai proiettili da 12,7 mm, ed egli rimase quasi ucciso. Poco tempo dopo il governo ungherese decise di concentrare tutte le forze aeree contro l'Armata Rossa sovietica che oramai, nell'inverno 1944-1945, minacciava direttamente il territorio nazionale.  Promosso tenente colonnello nel settembre 1944, accompagnò il suo reggimento nel corso della fasi delle ritirata che si concluse in Austria nell'aprile 1945. 
Fatto prigioniero di guerra, fu liberato dopo la fine delle ostilità ùsi stabilì dapprima in Austria, e poi, dopo la presa del potere da parte del regime comunista in Ungheria, nel 1951 decise di emigrare nel USA dove gestì un ufficio di progettazione sulla costa nord-orientale . Si spense a Norwalk il 15 agosto 1988.

### Annotazioni
1. ↑  Primo tenente del 2º Reggimento ussari ungheresi, decedette in combattimento sul fronte orientale nel 1915.

### Fonti
1. 1 2 3 4 5 6 7  Masodikvh.
2. ↑  Punka 2002, pp. 87-88.
3. 1 2 3 4 5 6 7 8 9 10 11 12 13 14 15 16 17 18 19  Ciel de Gloire.
4. 1 2 3 4  Lexikonok Magyarorsza.